# Адигезалзаде, Зохраб Афрасияб оглы
Адигезалзаде Зохраб Афрасияб оглы (3 июля 1940, Баку — 24 мая 2012, Баку) — азербайджанский пианист, народный артист Азербайджанской ССР (1982), профессор.

## Жизнь и деятельность
Зохраб Адигозельзаде родился 3 июля 1940 года в Баку. Окончил Азербайджанскую (у М. Р. Бреннера) и Ленинградскую (класс П. А. Серебрякова) консерватории. С конца 1960-х работал преподавателем, доцентом, профессором консерватории в Баку. Он также вёл концертную деятельность, исполняя произведения азербайджанских (Ф. Амирова, К. Караева и др.), российских и европейских композиторов. С 1990 года и до конца жизни работал заведующим кафедрой Государственной консерватории Анатолийского университета Эскишехир.
Он умер 24 мая 2012 года после длительной болезни. 25 мая в Бакинской музыкальной академии состоялась церемония прощания.

## Семья
Он отец азербайджанского пианиста Мурада Адигезалзаде.

## Награды
- Заслуженный артист Азербайджана — в 1967 году
- Народный артист Азербайджана — в 1982 году
- Почётная грамота Президиума Верховного Совета Азербайджанской ССР — 24.02.1979.[3]